# Георгиос Киропластис
Георгиос Ан. Киропластис (на гръцки: Γεώργιος Αν. Κηροπλάστης) е гръцки общественик и просветен деец от Сярско.

## Биография
Георгиос Киропластис е роден в сярското гръцко градче Нигрита. Първоначално образование получава в родния си град, а след това продължава обучението си в Сярската гимназия, която завършва в 1927 година. Завършва философия в Солунския университет. В 1945 година се мести в Сяр, където основава частна шесткласна гимназия, която работи над 30 години. Автор е на исторически изследвания за родния му край. Умира в 1991 година.